# Yelawolf
Michael Wayne Atha, meglio conosciuto con il nome di Yelawolf (Gadsden, 30 dicembre 1979), è un rapper, cantautore e produttore discografico statunitense.
Fa attualmente parte della Slumerican Records creata da lui stesso. Cresciuto a Gadsden, Alabama, Atha è comparso nel reality The Road to Stardom con Missy Elliott e ha pubblicato il suo album d'esordio, intitolato Creek Water, nel 2005. Due anni dopo ha firmato per la Columbia Records e ha successivamente pubblicato il singolo Kickin" dal suo album di inediti in studio. Dal 2008 al 2010, Atha ha pubblicato un extended play e quattro mixtapes con Ghet-O-Vision Entertainment. Trunk Muzik 0-60, quarto mix-tape di Yelawolf, è stato anche pubblicato dalla Interscope Records.
Nel 2011 Atha ha firmato per la Shady Records e il suo album di debutto Radioactive è stato pubblicato il 21 novembre 2011 ed è entrato nella classifica Billboard 200 in 27ª posizione, vendendo 50.000 dischi nella settimana di esordio. Nel 2015 esce il suo secondo album in studio Love Story, superando le 500.000 vendite e classificandosi al 3 posto tra i migliori album Hip Hop del 2015. Il singolo Till It's Gone, singolo estratto dall'album Love Story è stato primo nelle classifiche mondiali di MTV Per diverse settimane. Nell'ottobre del 2016 esce l'ep H.O.T.E.L.
Il 27 ottobre del 2017 esce il suo terzo album in studio Trial By Fire. A marzo del 2019 esce il suo quarto album in studio ed ultimo album prodotto dalla Shady Records, Trunk Muzik III; nello stesso anno infatti Yelawolf abbandona l'etichetta discografica di Eminem per lavorare esclusivamente con la propria etichetta, la Slumerican Records. L'album è stato prodotto anche da Slumerican e Interscope. Qualche mese più tardi esce il suo secondo album indipendente Ghetto Cowboy (dopo Creekwater nel 2005), album prodotto esclusivamente da Slumerican Records.
Nel 7 Giugno 2024 Yelawolf, Viene Pubblicare Nuovo Album Chiamato War Story e dalla Etichetta Slumerican, Questo Album è il suo Ritorno Del suo lavoro in album Dopo 2022 Che stata Pubblicata intitolato Sometimes Y.

## Inizi
Atha nasce a Gadsden, Alabama. Cambia molte scuole ed è profondamente influenzato dalla cultura di Baton Rouge, Louisiana; Antioch, Tennessee; Gainesville, Florida e Atlanta, Georgia. Atha spende gran parte della sua adolescenza e dei suoi vent'anni viaggiando attraverso gli Stati Uniti per varie ragioni. Dopo aver conseguito un diploma "GED" al Gadsden State Community College, riceve una macchina dal suo patrigno. Immediatamente, viaggiando con la sua nuova auto, si trasferisce a Berkeley, California, per iniziare una carriera da skater professionista, mentre vive in una casa abbandonata di un'associazione studentesca. La sua carriera in questo campo non decolla, così Atha decide di entrare nel mondo della musica. Per guadagnare qualche soldo fa anche il pescatore. Yelawolf è anche un imprenditore. Ha creato il suo negozio "Slumericanflagshipstore", negozio di parrucchiere, vendita di dischi, oggetti e vestiario Slumerican, negozio di tatuaggi e bar. È anche fondatore del marchio "Creekwater" (prendendo spunto dal suo vecchio album "Creekwater"), whiskey creato da lui stesso.

## Vita privata
Atha era sposato con una fotografa professionista chiamata Meca, ma l'attuale stato della loro relazione non è stato reso pubblico. Hanno avuto tre bambini insieme, due figli di nome Phoenix e Tariq e una figlia chiamata N Deyah. Atha ha "Meca" tatuato sulle sue nocche sinistre e in "Radioactive" la definisce come una madre molto dedita. Da Luglio 2013 era fidanzato con la cantante Fefe Dobson. Yelawolf aveva dichiarato di volerla sposare una volta uscito l'album Shady XV. A maggio del 2016 i due si lasciano e Yelawolf si fidanza con Linsey Toole. Insieme hanno adottato un procione,"bocephus",a cui il cantante ha dedicato un tatuaggio. Il 27 settembre 2019, Yelawolf ha pubblicato delle istantanee della sua cerimonia di nozze a Dobson alla Rhinestone Wedding Chapel di Nashville, Tennessee. Si è sposato con la sua ex fidanzata e cantante, Fefe Dobson.

## Carriera musicale
Yelawolf viene scritturato dalla Columbia Records nel 2007, e incide il suo album di esordio dal titolo Fearin' and Loathin' a Smalltown, U.S.A. che non viene mai pubblicato, anche se il singolo "Kickin'" viene diffuso con un video musicale. Più tardi, nello stesso anno, Yelawolf rompe il suo contratto con la casa discografica. Nel 2010 fa un'apparizione come guest star al Bizarre's Friday Night a St. Andrews, come altri artisti quali Big Boi, Paul Wall, e Juelz Santana. Yelawolf fa anche una comparsa al Missy Elliott's "Road to Stardom" sul canale UPN.

### Trunk Muzik e Radioactive (2009-2011)
Il suo mixtape, "Trunk Muzik", è il suo primo progetto con una casa discografica più importante, e viene pubblicato il 22 novembre 2010 sotto la Ghet-O-Vision Entertainment e la Interscope Records.
Nel 2011 Yelawolf viene scritturato da Eminem per la Shady Records, casa discografica del rapper di Detroit. Con l'aiuto di Eminem e altri membri della Shady Records, Yelawolf inizia a incidere il suo secondo album ufficiale, "Radioactive". L'uscita dell'album, prevista prima per il 25 ottobre e poi posticipata al 21 novembre, è preceduta dal pubblicato del singolo Hard White (ft. Lil Jon), con annesso video musicale.
Il secondo singolo pubblicato è invece "Let's Roll" (ft. Kid Rock), il cui video musicale esce il 10 gennaio 2012. "Radioactive", nella sua settimana di debutto, raggiunge discreti risultati, vendendo 50.000 dischi e raggiungendo la posizione numero 27 nella Billboard 200. Dall'Aprile del 2014 le vendite di "Radioactive" salgono a 193.000 negli Stati Uniti. La rivista "Rolling Stones" ha dato un voto di 3 stelle su 5 all'album.
Yelawolf è stato inserito nella "Top 11 Freshemen of 2011" stilata dal magazine XXL, mentre la rivista Complex Magazine ha inserito il suo album Radioactive fra i 25 migliori album del 2011, alla posizione numero 18.

### Love Story e Hotel (2015-2016)
Il 21 aprile 2015, esce il suo secondo album intitolato Love Story anticipato dai singoli "Box Chevy V", "Whiskey in a Bottle", "American You" e "Till It's Gone". Nell'album compare anche Eminem nella canzone "Best Friend", pubblicato come singolo il 14 aprile 2015.
Il 10 ottobre 2016, pubblica un nuovo EP chiamato Hotel.

### Trial by Fire (2017)
Il 22 settembre 2015, Atha annuncia l'uscita del nuovo album Trial by Fire, pubblicato il 27 ottobre 2017. I singoli di questo album sono: "Daylight", "Shadows" con Joshua Hedley, "Row Your Boat" e "Punk" con Travis Barker e Juicy J. Il 18 luglio 2016, il rapper ha annunciato un tour per promuover l'album chiamato Trial By Fire Tour, che partirà il 13 ottobre 2017 e finirà il 4 dicembre dello stesso anno.
Trunk Muzik III (2019)
Il 29 marzo esce l'album Trunk Muzik III, in collaborazione con il produttore WLPWR. Tra i vari featuring ci sono Machine Gun Kelly, Dj Paul, Caskey e molti altri. Trunk Muzik III è l'ultimo album prodotto dalla Shady Records.
Ghetto Cowboy (2019)
Il primo novembre 2019 esce il suo secondo album indipendente "Ghetto Cowboy", dopo (Creekwater nel 2005), "Ghetto Cowboy è prodotto esclusivamente dalla Slumerican Recors.

## Influenze
Come sua ispirazione Atha, ha citato Kid Rock.

## Discografia

### Album in studio
- 2005 - Creekwater
- 2011 - Radioactive
- 2015 - Love Story
- 2017 - Trial by Fire
- 2019 - Trunk Muzik 3
- 2019 - Ghetto Cowboy
- 2021 - Mud Mouth
- 2022 - Sometimes Y
- 2024 - War Story

### Album Collaborativi
- 2020 - Devil Went Down To Georgia (con i Korn)
- 2021 - Yelawolf Blacksheep (con Caskey)
- 2021 - Turquoise Tornado (con Riff Raff)
- 2021 - Mile Zero (con DJ Muggs)

### EP
- 2008 - Arena Rap
- 2010 - Trunk Muzik 0-60
- 2012 - The Slumdon Bridge (con Ed Sheeran)[34]
- 2012 - Psycho White (con Travis Barker)
- 2013 - Black Fall (con DJ Paul)
- 2016 - Hotel
- 2017 - Catfish Billy x Cub Cook Up Boss (con Cook Up Boss)
- 2019 - Catfish Billy x Cub Cook Up Boss Slum Trap  (con Cook Up Boss)
- 2021 - Slumafia (con DJ Paul)

### Mixtape
- 2005 - Pissin' in a Barrel of Beez
- 2007 - Ball of Flames: The Ballad of Slick Rick E. Bobby
- 2008 - Stereo
- 2010 - Trunk Muzik
- 2012 - Heart of Dixie[35]
- 2013 - Trunk Muzik Returns[36]

## Filmografia
- In viaggio verso un sogno - The Peanut Butter Falcon (The Peanut Butter Falcon), regia di Tyler Nilson e Michael Schwartz (2019)

## Nella cultura di massa
Il brano Till It's Gone da Love Story è stata utilizzata come sottofondo per il trailer di Black Mass - L'ultimo gangster, film con Johnny Depp uscito nelle sale italiane l'8 ottobre 2015.